# Piazza Bolívar (Caracas)
La Piazza Bolívar (in spagnolo: Plaza Bolívar) è uno degli spazi pubblici più importanti e celebri del Venezuela. Si trova nel centro storico della capitale Caracas, nella parrocchia Catedral del comune Libertador, nel blocco centrale nel quale venne fondata Santiago de León de Caracas nel 1567.
La piazza Bolívar è circondata da edifici importanti come: la cattedrale di Caracas, il museo sacro, il palazzo Arcivescovile, il palazzo comunale, la cappella di Santa Rosa da Lima, la casa gialla, il teatro principale e l'edificio del governo del distretto capitale; inoltre a sud-ovest si trova il palazzo federale legislativo.

## Storia

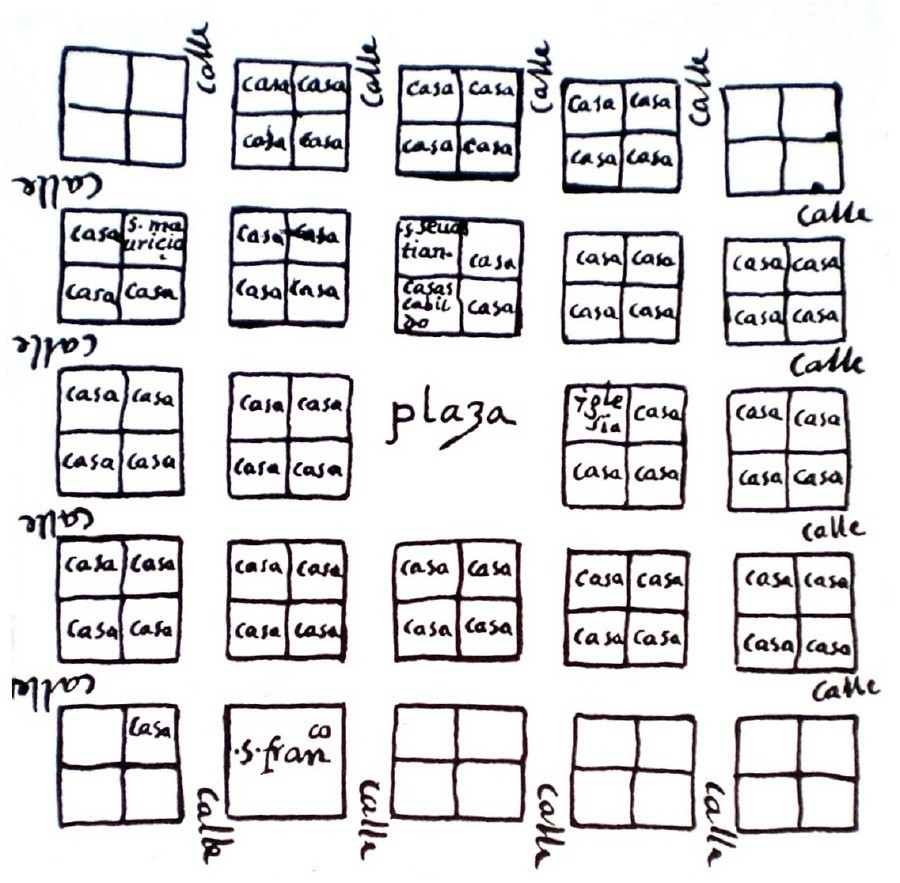
Una mappa della città di Caracas nel 1578, con la piazza al centro.

Appena fu fondata Caracas, questo terreno fu destinato alla Plaza Mayor ("piazza maggiore" in spagnolo), che era il centro del commercio di questa città. A questa piazza vennero fatte alcune modifiche nei secoli, ma una delle più importanti fu quella del 1754, quando il governatore Felipe Ricardos ordinò la costruzione di alcuni portici per circondare la piazza. Nella piazza spesso avvenivano l'esecuzione e la fucilazione dei nemici politici e dei cospiratori contro il governo coloniale spagnolo: il caso più noto è quello di José María España, il cui cadavere fu squartato nella piazza nel 1799. Inoltre, questo fu il luogo dove il Venezuela fece i primi passi nel cammino verso l'indipendenza, scatenando una ribellione popolare contro la corona spagnola il 19 aprile 1810.

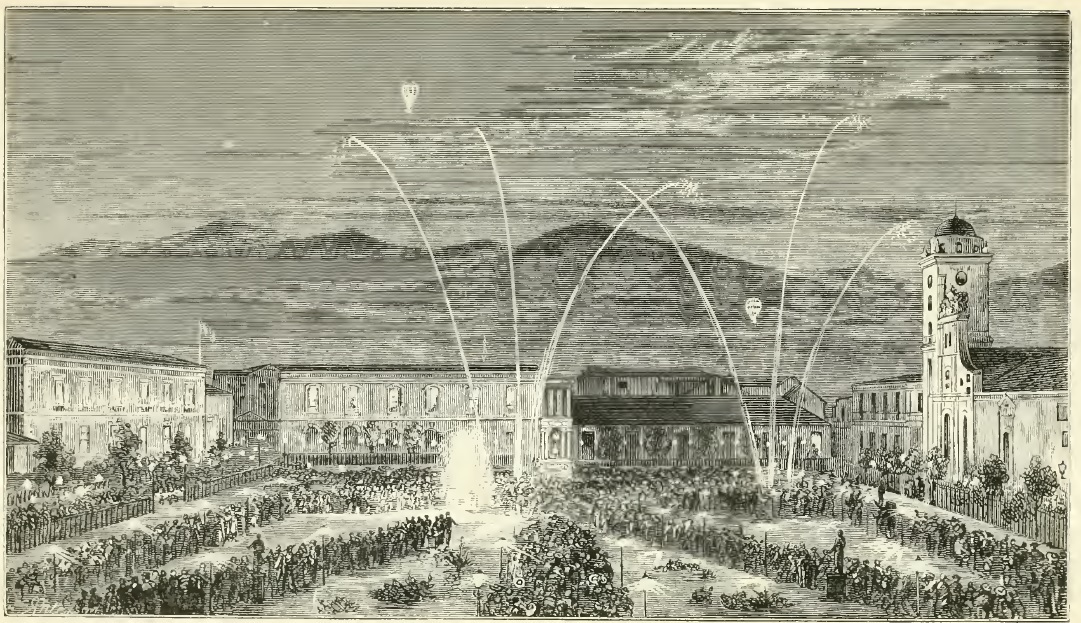
La piazza nel febbraio del 1872, durante le celebrazioni della vittoria nella battaglia di Apure.

Dopo essere stato il luogo dell'indipendenza, la piazza venne rinominata come Plaza de Armas ("Piazza d'Armi") e Plaza del Mercado ("Piazza del Mercato"), fino al 1842, quando le spoglie di Simón Bolívar arrivarono da Santa Marta a Caracas e venne chiamata formalmente Piazza Bolívar, anche se il nome divenne ufficiale solo nel 1874. Nel 1865, il maresciallo e presidente della repubblica Juan Crisóstomo Falcón decise che a gestire il luogo fosse il generale Antonio Guzmán Blanco, che nel mese di maggio di quell'anno decise di demolire i portici intorno alla piazza e di mandare via i venditori del mercato. Poi, quando Guzmán Blanco salì al potere cinque anni dopo, cominciarono i progetti per il recupero del luogo, e nel 1872 iniziò un processo di rinnovamento della piazza in stile francese. Questo spazio pubblico venne usato per le celebrazioni della vittoria di Guzmán Blanco nella battaglia di Apure dello stesso anno. Il 18 novembre, egli ordinò di erigere una statua in onore di Bolívar, oltre a costruire delle fioriere, piantare degli alberi, ricreare negli angoli le quattro stagioni dell'anno con quattro fontane ornamentali di ferro, installare cento pali di ferro con decorazioni diverse e circondare la piazza con delle balaustre di metallo. Le piccole scalette a sud-est della piazza le diedero il nome di Gradillas.
Il 7 novembre 1874 venne inaugurata la statua equestre del liberatore, al centro della piazza, con il suono delle campane e ventuno colpi di cannone. L'opera dello scultore italiano Adamo Tadolini è una replica della statua della piazza Bolívar di Lima, in Perù, realizzata dalla fondazione Müller. Misura 4 metri di altezza e ritrae Bolívar su un cavallo impennato sostenuto sulle zampe posteriori, che poggiano su due gradini. Nel 1894 si decise di collocare l'illuminazione elettrica nella piazza e da allora non vi furono modifiche significative fino al 1967, quando il pavimento originario, che era colorato, venne sostituito da uno in marmo grigio. Tra il 1908 e il 1947 agli angoli della piazza ospitavano vari capolinea del tranvai carachegno. Il 21 febbraio 1959, la statua venne designata come monumento commemorativo. A metà del 2003, l'ufficio del sindaco di Libertador intraprese un processo di restauro totale della piazza, che incluse tra gli altri: i giardini, le fontane, il pavimento, l'illuminazione.

## Galleria d'immagini

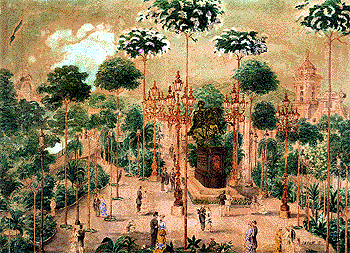
La Piazza Bolívar poco dopo l'inaugurazione della statua equestre.
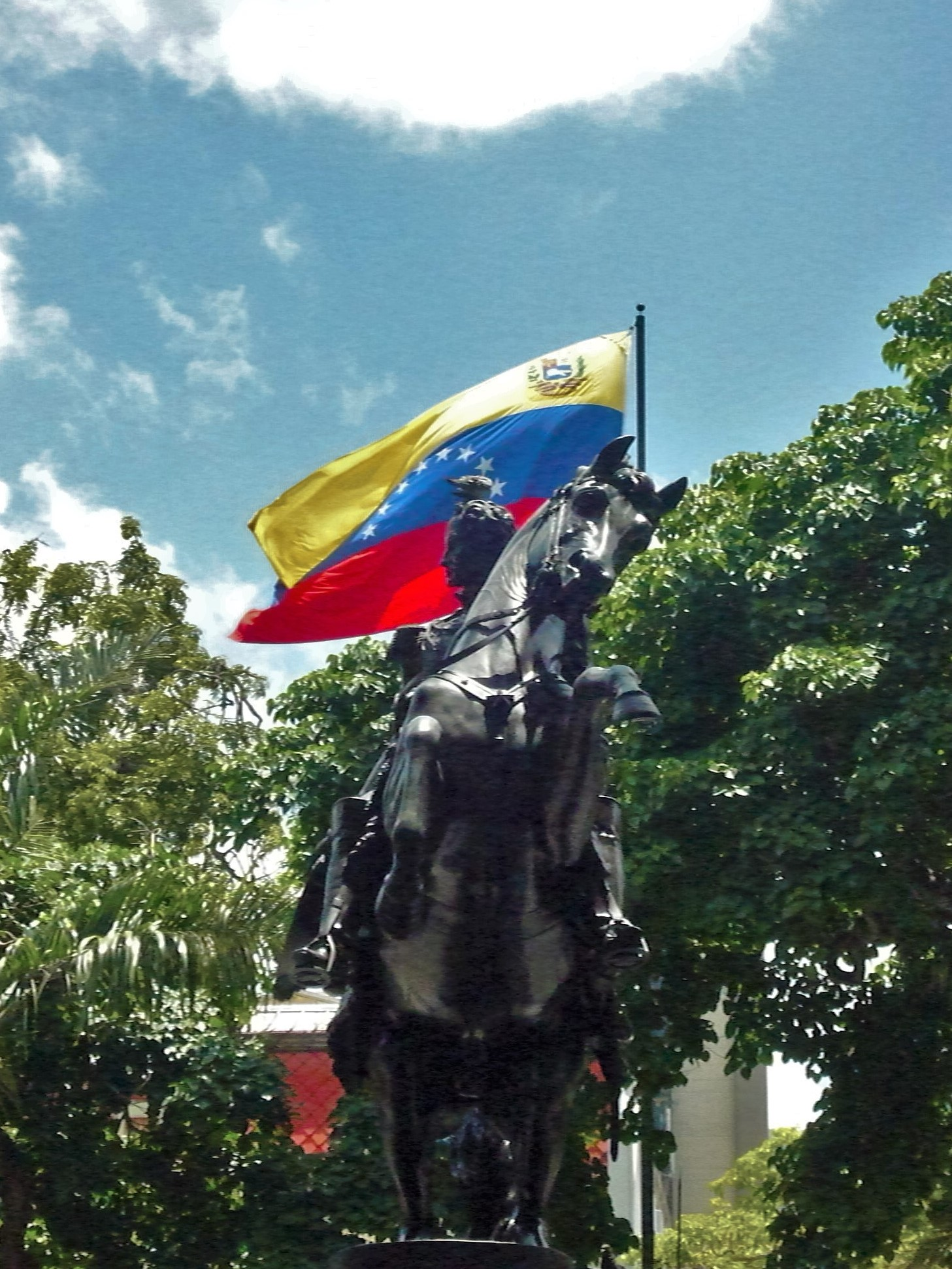
Il monumento equestre al liberatore del Venezuela.
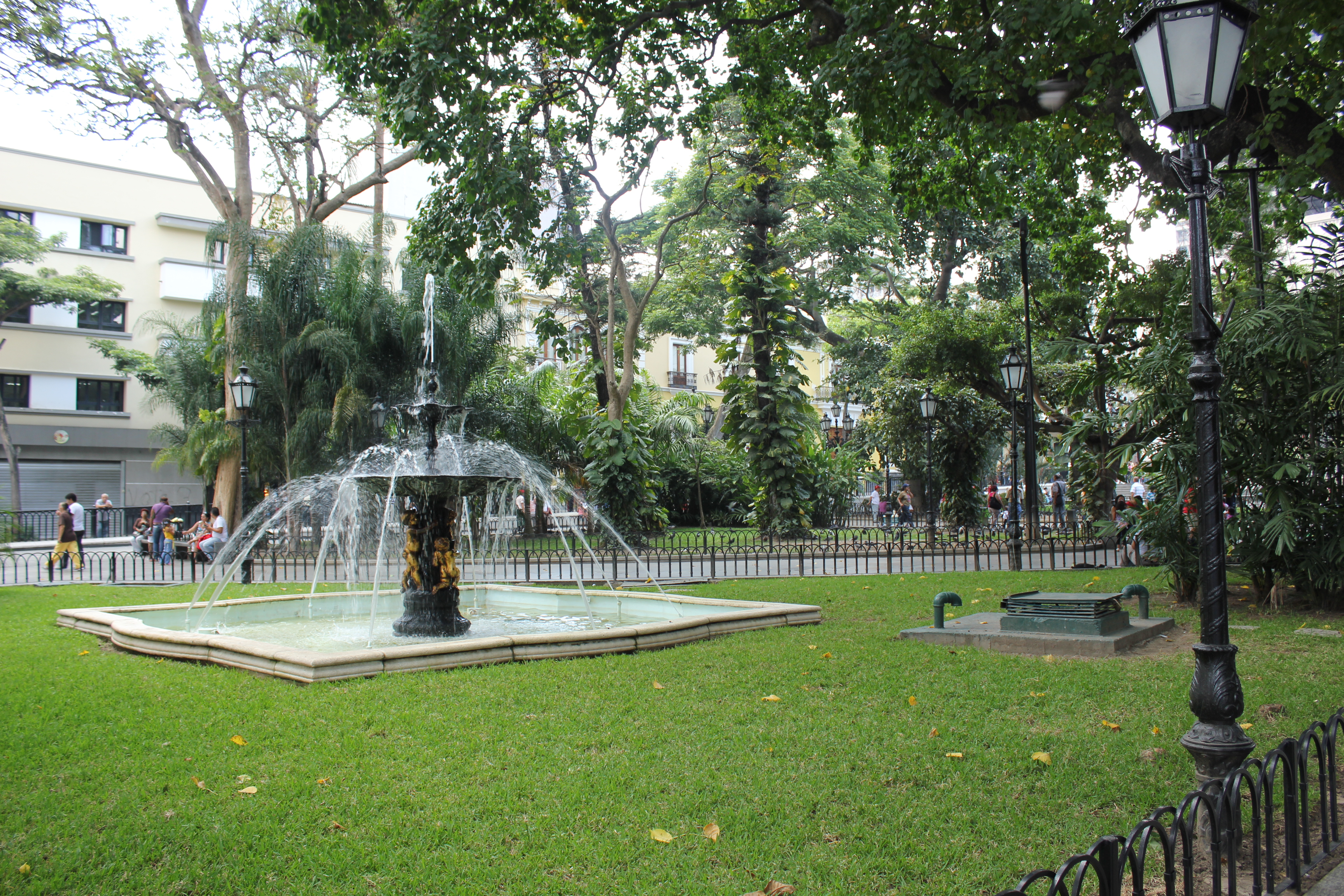
La fontana della piazza carachegna.